# Taraji Wadi al-Nes
Taraji Wadi al-Nes (arabisch ترجي واد النيص, DMG Taraǧī Wād an-Naiṣ; auch Wadi Al-Neiss) ist ein palästinensischer Amateur-Fußballverein aus Wadi al-Nes nahe bei Bethlehem. Der im Jahr 1984 gegründete Verein spielt in der West Bank Premier League der Palestinian Football Association. Die Heimspiele wurden bis Ende 2013 im al-Khodor Stadium im benachbarten Joret al-Shama'a ausgetragen. 2014 fanden sie Heimspiele im al-Khader International Stadium statt.
Taraji Wadi al-Nes wurde 2009 und 2014 Landesmeister. Damit war der Verein zur Teilnahme am AFC Cup 2015 berechtigt, wo er allerdings nicht über die Gruppenphase hinaus kam.